# Danaea epiphytica
Danaea epiphytica är en kärlväxtart som beskrevs av Christenh.. Danaea epiphytica ingår i släktet Danaea, och familjen Marattiaceae. Inga underarter finns listade i Catalogue of Life.